# Márta Demeterová
Márta Demeterová (nepřechýleně Demeter; * 6. březen 1983, Budapest) je maďarská politička a politoložka, poslankyně Zemského shromáždění v 7. volebním období (2014–2018).

## Biografie

### Vzdělání
V roce 2001 odmaturovala na Corvin Mátyás Gimnázium v Budapešti. Poté studovala na Gábor Dénes Főiskola obor bezpečnostní organizace. V roce 2014 získala diplom v oboru politologie na Zsigmond Király Egyetem. Od roku 2014 pokračuje ve studiu bezpečnostních a obranných studií na Nemzeti Közszolgálati Egyetem.

### Politická kariéra
Od roku 2010 byla členkou levicové Maďarské socialistické strany a také členkou předsednictva strany v budapešťském XIV. obvodu Zugló.
V parlamentních volbách 2014 kandidovala na 23. místě celostátní kandidátky středo-levicové aliance s názvem Összefogás. Byla zvolena poslankyní a stala se členkou parlamentní frakce MSZP. V lednu 2017 však ze strany i parlamentní frakce vystoupila s odůvodněním: „že MSZP ve skutečnosti nechce porazit Viktora Orbána a hraje pouze o (své vlastní) přežití“. Strana i část bývalých kolegů požadovali po Mártě Demeter, aby se vzdala poslaneckého mandátu. Ona tak však neučinila a působila jako nezávislá poslankyně až do 1. září 2017, kdy vstoupila do parlamentní frakce zeleného hnutí Politika může být jiná (LMP). Ale členkou tohoto politického hnutí se stala až v prosinci téhož roku.
V parlamentních volbách 2018 kandiduje na 7. místě celostátní kandidátky LMP.